# Latina
Latina je glavni grad istoimene pokrajine Latine u regiji Lazio od 126.151 stanovnika.
Latina je poznat kao jedan od najmlađih gradova u Italiji. Ona je uz Imperiju i Apriliju, jedini veći grad koju su osnovali fašisti.

## Zemljopis
Latina se prostire na terenu nekadašnje močvare Agro Pontino, udaljen oko 64 km jugoistočno od regionalnog centra Rima.

## Povijest
Latina je nastao 1932. kad je isušena dotadašnja močvara, to je bio jedan od velikih projekata javnih radova i obnove Italije, Benita Mussolinija.
Grad je nazvan Littoria, ona je postala 1934. administrativni centar novoosnovane istoimene provincije Littoria, izdvojene iz dotadašnje Rimske provincije. 
Nakon Drugog svjetskog rata u 1947. godini, grad i pokrajina su preimenovani u Latina.

## Gradska privreda
Latina je industrijski grad s velikom šećeranom, tvornicom konzervi i stakla.
Pored grada nalazi se nuklearna elektrana, izgrađena između 1958. – 1962.

## Gradovi prijatelji
| - Palos de la Frontera, Španjolska - Farroupilha, Brazil | - Birkenhead, Ujedinjeno Kraljevstvo - Oświęcim, Poljska |

## Galerija
- Katedrala San Marco
- Gradska fontana
- Gradski botanički vrt

## Vanjske poveznice
- Službene stranice grada (tal.)
- Latina na portalu Encyclopædia Britannica (engl.)